# Lophoceros bradfieldi
El toco de Bradfield (Lophoceros bradfieldi) es una especie de ave bucerotiforme de la familia Bucerotidae.
Su nombre hace referencia al naturalista sudafricano R. D. Bradfield (1882-1949).

## Descripción
Es un ave de porte mediano que mide de 50 a 57 cm de largo, es característico su dorso y alas negras y su vientre blanco. Las puntas de las alas de su larga cola son blancas. Las hembras son más pequeñas que los machos y pueden ser reconocidas por la piel turquesa en su cara. Los ojos son amarillos y el pico rojo. El pico es largo y no posee casque.

## Distribución y hábitat
Es nativa de África Austral. Es residente de los bosques de mopane y campos de arbustos espinosos del noreste de Namibia (especialmente la meseta Waterberg), el norte de Botsuana, el sur de Angola y el este de Zimbabue. Se alimenta de frutos, insectos grandes, nueces y pequeños reptiles.